# 大塚太郎
大塚 太郎（おおつか たろう、1974年7月12日 - ）は大塚倉庫代表取締役会長。

## 来歴・人物
曾祖父は大塚製薬創業者の大塚武三郎。祖父は大塚製薬元社長の大塚正士。父は大塚化学ホールディングス会長の大塚雄二郎。伯父は大塚製薬元社長の大塚明彦。
5歳違いの弟はヴォーカリストの大塚雄三。
慶應義塾大学商学部を卒業後、1997年、当時伯父が社長をつとめていた大塚製薬に入社し、医薬品や飲料の営業を担当。2002年からオロナミンCブランドマネージャーとして上戸彩、新庄剛志、ペ・ヨンジュンなどを起用したCMを制作した。その後、ポカリスエットブランドマネージャーとして、飛行機を使って大空に「POCARI SWEAT」の文字を描いたスカイメッセージや綾瀬はるか、SMAPなどの広告企画を手がける。2008年5月、大塚ベバレジ代表取締役社長、2011年より大塚倉庫株式会社 代表取締役社長に就任。
ヒューマンライツウォッチ東京委員会理事、世界経済フォーラムの選出するヤンググローバルリーダー2013に選出される。
趣味はマジックと冒険旅行。アマチュアマジシャンとしては、ステージマジックを中心に活動。2005年にキリマンジャロの登頂を果たし、2006年にはNASAでの無重力フライト、2007年は南極を旅行した。また、日本人で数人しか競技人口のないポロの選手でもある。
2016年東京オリンピック招致をすすめる「2016東京サポーターズクラブ」の副会長を務めた。